# Valli Grandi Veronesi
Le Valli Grandi Veronesi, talvolta chiamate Valli Grandi Veronesi e Ostigliesi, sono una regione geografica situata tra l'Adige a nord-est e il Po a sud; il confine sud-orientale, indefinito, le separa dal Polesine e il confine nord-occidentale, indefinito anch'esso, le separa dal medio veronese. 
Contrariamente al nome ("valle" ha infatti anche questo significato), non si tratta d'una zona paludosa, ma sono chiamate ancora valli a testimonianza della recente bonifica; inoltre non si tratta di zone veronesi propriamente dette, ma comprendono anche parte delle province di Mantova e di Rovigo.

## Storia
Anticamente erano conosciute come paludes Tartari fluminis ossia paludi del fiume Tartaro, dal nome del corso d'acqua che storicamente ne ha caratterizzato l'estensione. Furono progressivamente bonificate, anche se non completamente, e il territorio conobbe un periodo florido, in particolare durante l'Alto Impero Romano durante il quale furono attive due ville; la frequentazione del territorio è riscontrata fino al 500 circa.
In seguito agli sconvolgimenti climatici e idrografici accaduti in Veneto, ai quali ci si riferisce tradizionalmente come rotta della Cucca, le Valli Grandi Veronesi s'impaludarono progressivamente estendendosi durante tutto il Medioevo. In particolare durante il Basso Medioevo furono volutamente allagate in diverse occasioni per trasferire flotte dall'Adige al Po o viceversa, soprattutto durante l'espansione dei domini della Serenissima Repubblica di Venezia in terraferma nel XIV secolo. A questi sconvolgimenti operati dall'uomo s'aggiunsero alcune alluvioni dell'Adige che generarono i diversivi del Castagnaro e della Malopera; questi si riversarono nel Tartaro, unico possibile scolo delle Valli, rendendolo inadeguato per un'eventuale bonifica.
Fu solamente nel XIX secolo, grazie all'analisi di Pietro Paleocapa, che i diversivi dell'Adige nel Tartaro vennero chiusi per permettere al sistema Tartaro-Canalbianco-Po di Levante di scolare efficacemente le Valli Grandi Veronesi; il progetto originale di Paleocapa prevedeva inoltre, per favorire la bonifica idraulica delle Valli, due ulteriori canali che dovevano scorrere parallelamente al Tartaro-Canalbianco, uno a nord e uno a sud. Il collettore Padano Polesano venne realizzato tra Tartaro e Po secondo il progetto, mentre non si realizzò il canale tra Tartaro e Adige; in questa zona fu comunque scavata la fossa Maestra, sfruttando parzialmente anche il letto abbandonato del diversivo Castagnaro, chiuso nel 1838 mediante muratura delle luci di scarico del precedente manufatto di regolazione realizzato in muratura (Rosta del Castagnaro).
Con la costruzione, nel 1965-68, delle Botti-Sifone con le quali i Menago ed il Tregnon sovrappassano la fossa Maestra e la realizzazione degli scarichi liberi nella stessa fossa, la bonifica delle Valli Grandi Veronesi è potuta dirsi conclusa.

## Galleria d'immagini

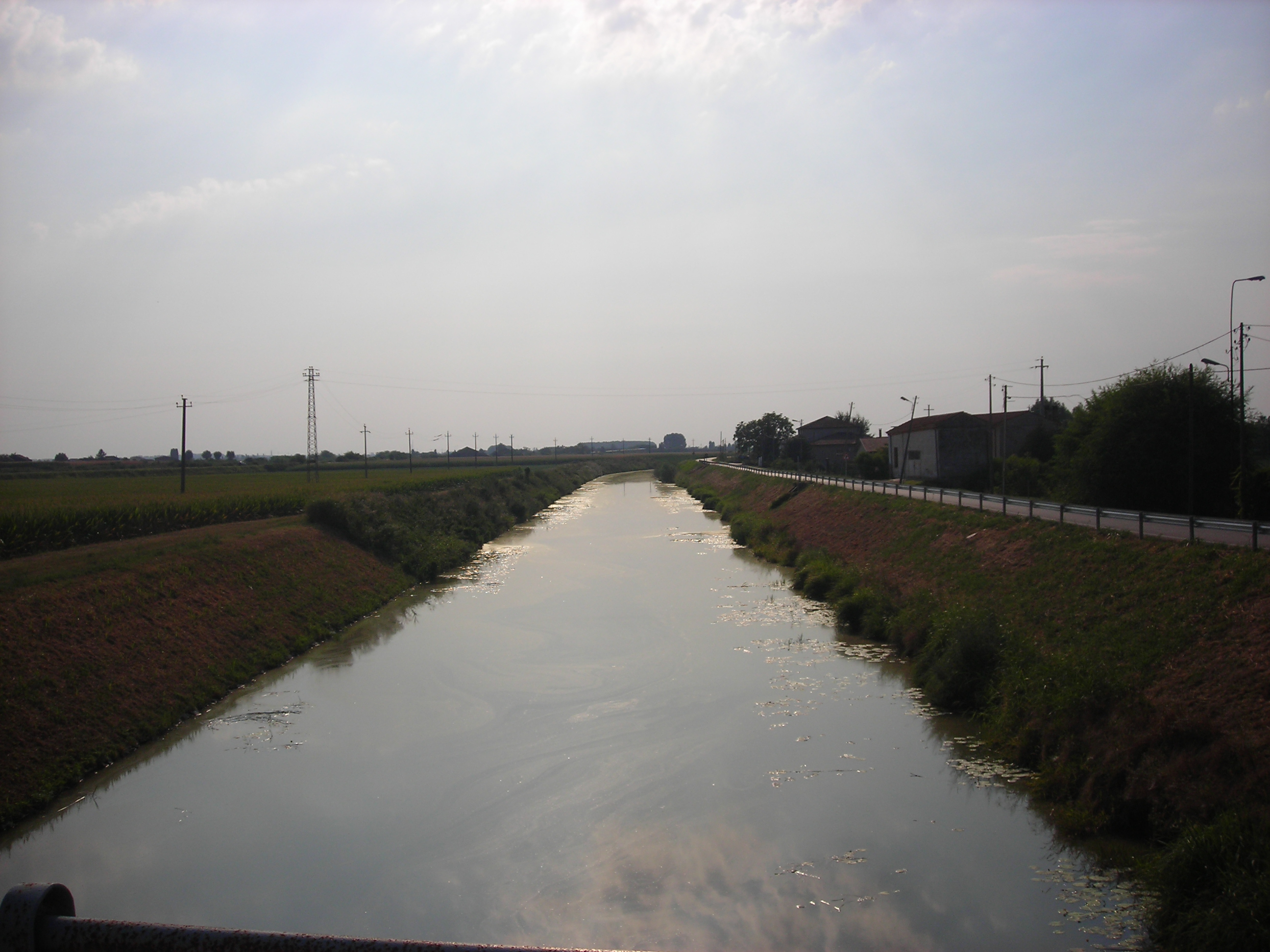
Fossa Maestra, canale di scolo presso San Zeno in Valle
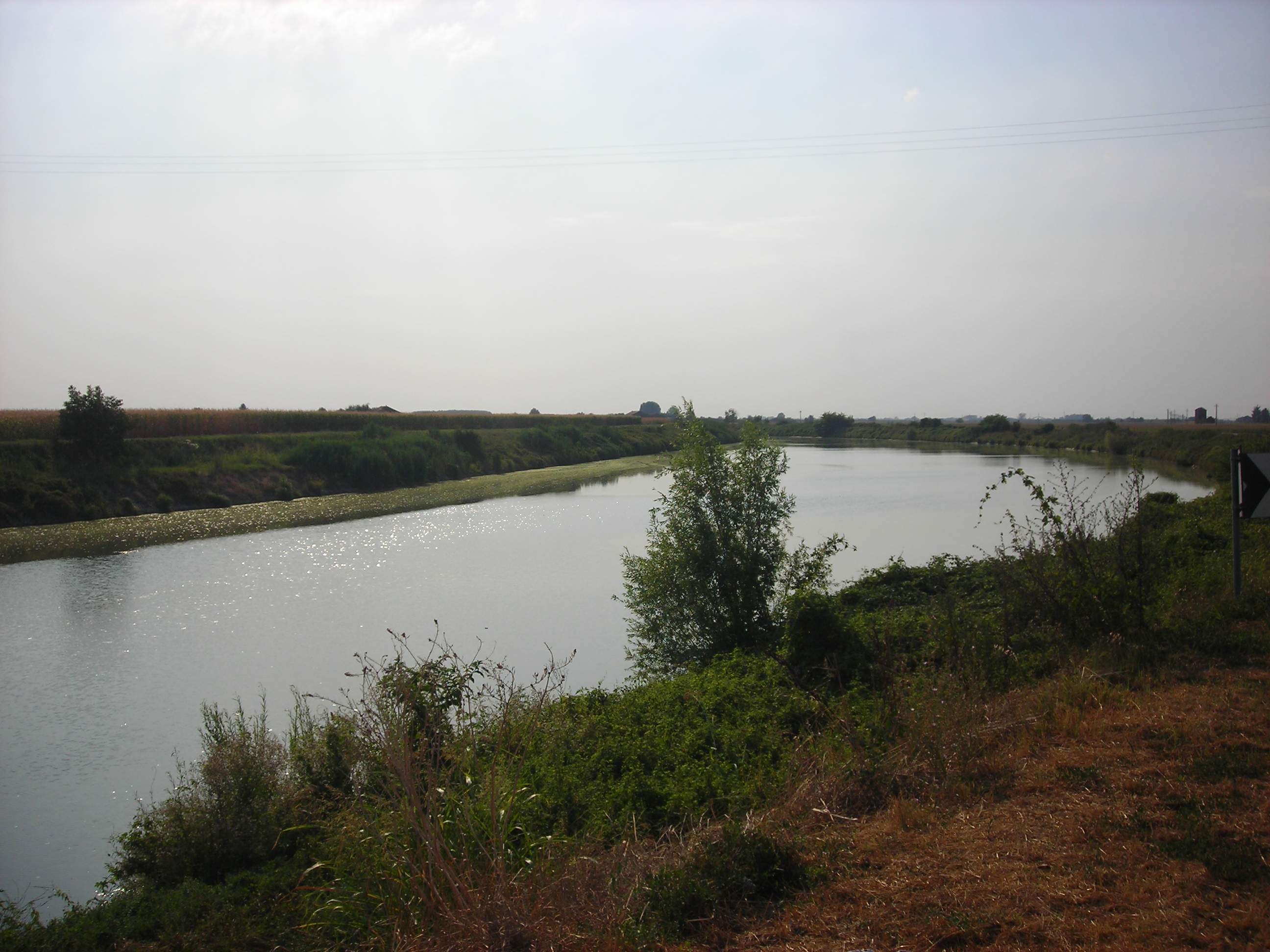
Fiume Tartaro, corso d'acqua principale delle Valli
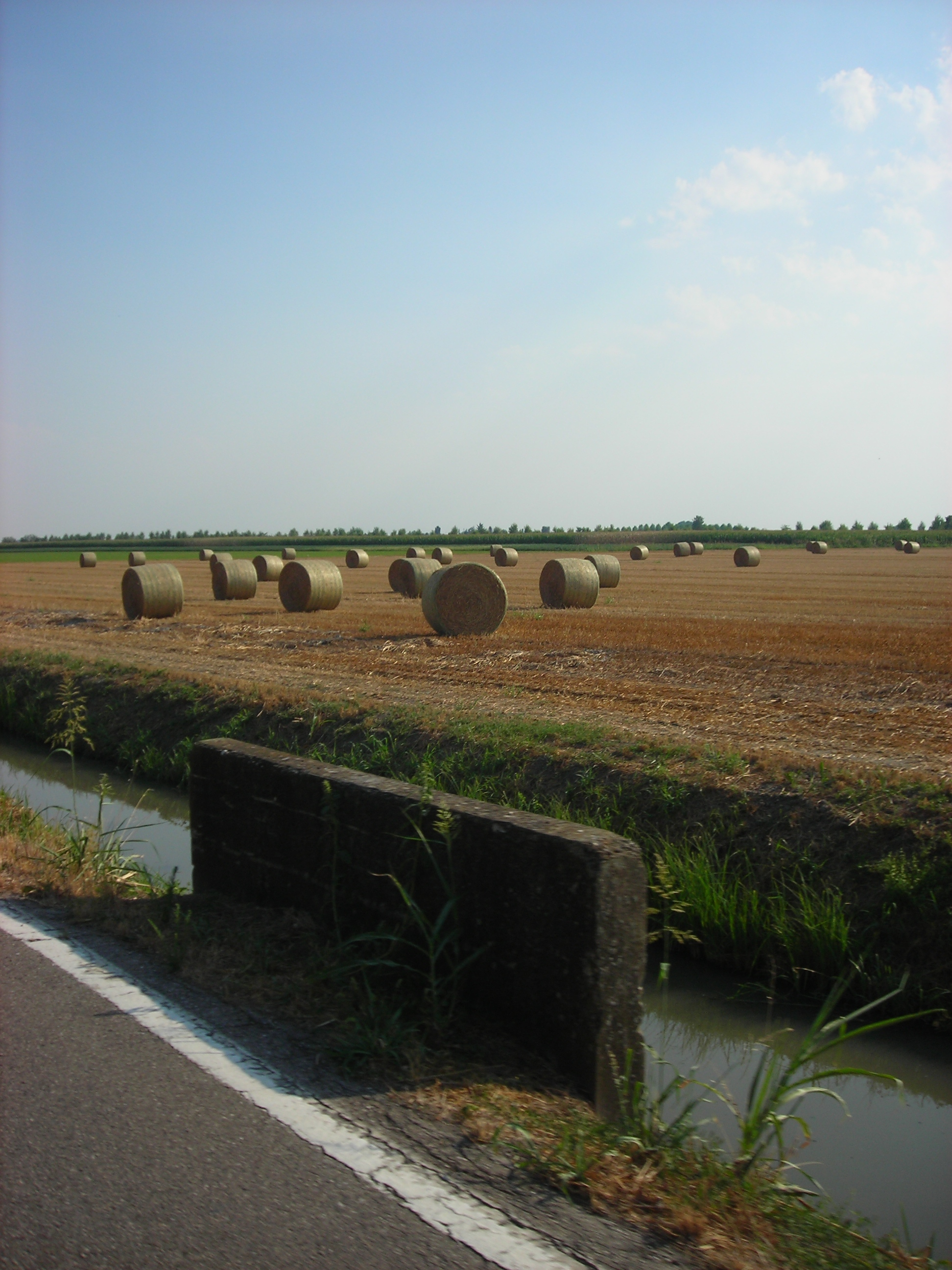
Scolo Beccascogliera, scolo di importanza secondaria
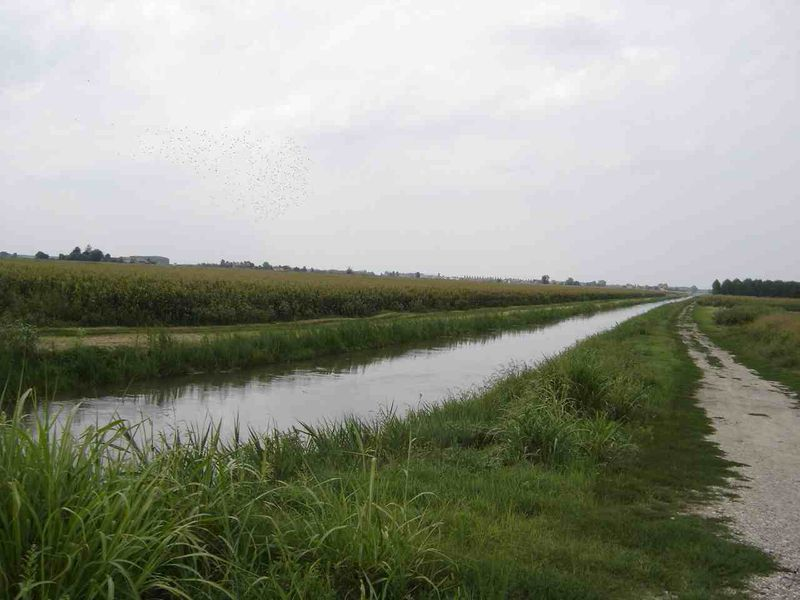
Fiume Tartaro presso Gazzo Veronese